# Reginhar
Reginhar (též Reginar, † 838) byl devátý biskup pasovské diecéze v letech 818 až do své smrti v roce 838.

## Život
Reginharův původ není znám. Pravděpodobně byl pasovským biskupem nejpozději od roku 818. Za Reginharova působení obdrželo biskupství mimo jiné různé dary. Reginhar dal rovněž pokřtít Moravany snad i včetně knížete Mojmíra I. roku 831.
Jeho život a význam již nejsou jisté, protože zprávy o něm byly změněny ve 13. století tzv. „Lorcherovými padělky“. Tímto způsobem by měly být zvláštní požadavky biskupství podloženy vhodnými důkazy z raného období. Je proto nepravděpodobné, že by byl vysvěcen na arcibiskupa Pasova, jak je vydáván. Není také jisté, zda misijní oblast biskupství sahala až na Moravu, jak naznačuje jeho titul apoštol Mavarorum (apoštol moravský).
Po jeho smrti v roce 838 nastalo v biskupství dvouleté období sedisvakance.